# Teremia Mare
Teremia Mare é uma comuna romena localizada no distrito de Timiș, na região histórica do Banato (parte da Transilvânia). A comuna possui uma área de 89,99 km² e sua população era de 4 361 habitantes segundo o censo de 2007.